# Теоретичний кресленик

Теоретичний кресленик судна

Теоретичний кресленик — кресленик, який визначає геометричну форму (обриси) виробу і координати розташування складових частин. Застосовується в судно- і літакобудуванні для виготовлення корпусів суден і фюзеляжів літальних апаратів.
Код документа за міждержавним стандартом ГОСТ 2.102-68 — ТЧ.

## Загальні положення
Теоретичні кресленики використовують при плазово-шаблонному, плазово-макетному та плазово-ескізному методах виробництва із застосуванням фотопроєкційних методів розмічання, які із розвитком та запровадженням обчислювальної техніки та розвитком САПР трансформувались у розрахунково-плазовий метод.
Під плазовим методом виробництва мають на увазі такий метод, при якому деталі виготовляють на підставі складальних креслеників, шаблонів, макетів, рейок, ескізів та креслеників, що знімаються з плазу.
Плазовий метод виробництва застосовують в тих випадках, коли в робочих креслениках неможливо або недоцільно дати всі розміри, необхідні для виготовлення виробу і його складових частин. При цьому відсутні на кресленнях розміри знімають з плазу. При розрахунково-плазовому методі ці дії здійснюються на електронних моделях виробу.

## Основні терміни
Теоретична поверхня (корпусу судна) — поверхня судна, що проходить по зовнішніх краях набору днища, бортів і палуб основного корпусу, надбудов, фальшборту і піддашка.
Шпангоути — лінії перетину теоретичної поверхні виробу поперечними площинами, що паралельні до вертикальної поперечної площини (площини мідель-шпангоута).
Ватерлінії (горизонталі) — лінії перетину теоретичної поверхні виробу площинами, що паралельні до горизонтальної площини.
Батокси — лінії перетину теоретичної поверхні виробу площинами, що паралельні до вертикальної поздовжньої площини.
Рибини — лінії перетину теоретичної поверхні виробу нахиленими площинами, що перпендикулярні до вертикальної поперечної площини і, по можливості, нормальними (перпендикулярними) до обрисів шпангоутів.

## Вимоги до виконання

### Система координат

Система координат теоретичного кресленика у суднобудуванні

Система координат теоретичного кресленика літального апарата

Для розташування зображень виробу та його складових частин на теоретичному кресленику застосовують просторову систему координат.
Основними координатними площинами є три взаємно-перпендикулярні площини:
- вертикальна поздовжня площина — (діаметральна площина для суден і площина симетрії для літальних апаратів) — площина, що ділить виріб у поздовжньому напрямі на дві умовно симетричні частини;
- вертикальна поперечна площина — площина, що є перпендикулярною до вертикальної поздовжньої площини:
  - для фюзеляжу (корпусу) літальних апаратів — площина дистанції 0 (нуль), що проходить, зазвичай, через крайню носову точку фюзеляжу (корпусу);
  - для суден — площина мідель-шпангоута, що проходить посередині довжини корпуса судна між носовим і кормовим перпендикулярами.
- горизонтальна площина:
  - для фюзеляжу (корпусу) літальних апаратів — площина будівельної горизонталі, що проходить через вісь, умовно прийняту для даного фюзеляжу (корпусу);
  - для суден — основна площина, що проходить через точку перетину площини мідель-шпангоута з кільовою лінією.

Кільова лінія проходить в діаметральній площині:
- у металевих суден — по внутрішній поверхні зовнішньої обшивки (горизонтального кіля);
- у суден з дерев'яною обшивкою — на рівні зовнішньої кромки шпунта кіля або по зовнішній поверхні обшивки;
- у суден з інших матеріалів, наприклад: залізобетону, пластмаси, — по зовнішній поверхні днища.

Примітка. Для деяких складових частин виробу (наприклад, крил, оперення тощо) може бути встановлена інша система координат.

### Виконання зображень
На теоретичному кресленику на трьох основних координатних площинах геометричну форму виробу і його складових частин зображають лініями перетину теоретичної поверхні виробу і його складових частин площинами, паралельними до координатних.
Крім того, на теоретичному кресленику розміщують координатні лінії, математичні та інші вихідні дані, необхідні для побудови перетинів і отримання теоретичних обрисів виробу.
На теоретичному кресленику виробу проєкції мають наступні найменування, які на самому кресленику не вказують:
- головний вид (бік) — проєкції батоксів, шпангоутів і ватерлінії (горизонталей) на вертикальну поздовжню площину;
- вид зверху (напівширота) — проєкції ватерлінії (горизонталей), батоксів і шпангоутів на горизонтальну площину;
- поперечні перерізи (корпус) — проєкції шпангоутів, батоксів і ватерлінії (горизонталей) на вертикальну поперечну площину.

Примітка. Для окремих складових частин виробів (наприклад, крил, оперення тощо) допускається давати інші найменування проєкцій. На поперечних перетинах, а також на вигляді зверху або головному вигляді, якщо необхідно, зображують додаткові перетини — рибини.
Головний вид розташовують у верхній частині теоретичного креслення, під ним — вид зверху, праворуч від головного виду — поперечні перерізи.
Допускається суміщати головний вид і вигляд зверху, а за наявності циліндричної вставки поперечні перерізи розташовують в розриві середньої частини головного виду.
Для суден з симетричними відносно міделя краями допускається показувати тільки один носовий край, але при цьому на полі креслення необхідно вказати, що кормовий край симетричний до носового.
Для деяких типів суден, в залежності від особливостей обрисів, вид зверху допускається зображувати роздільно для окремих районів, розбитих по висоті судна.
На теоретичному кресленику для літальних апаратів ніс зображують зліва, а для суден — праворуч. На виді зверху ватерлінії (для суден) зображують на лівому борту, а горизонталі (для літальних апаратів) — на правому борту. На проєкціях поперечних перерізів шпангоути зображують від носа до міделя праворуч, а від міделя до корми (хвоста) — ліворуч від вертикальної поздовжньої площини.
Теоретичні обриси виробу і його складових частин зображають, зазвичай, на сітці теоретичного кресленика. Для окремих складових частин виробу (наприклад, крил, оперення і ін). Сітку не виконують. Сітка теоретичного креслення являє собою перетин під прямим кутом на всіх трьох проєкціях прямих ліній — проєкцій батоксів, ватерлінії (горизонталей) і шпангоутів.

### Побудова сітки теоретичного кресленика
Для літальних апаратів на відстанях, кратних 50 мм:
- довжину фюзеляжу літака ділять шпангоутами, паралельними площинами дистанції 0 (нуль);
- висоту фюзеляжу літака ділять горизонталями, паралельними до площини будівельної горизонталі;
- ширину фюзеляжу літака ділять батоксами, паралельними до площини симетрії. Нульовий батокс збігається з площиною симетрії.

Для суден:
- довжину корпусу судна між носовим і кормовим перпендикулярами ділять теоретичними шпангоутами на двадцять рівних частин. Положення носового і кормового перпендикулярів наведено у ДСТУ 2355-94. У технічно обґрунтованих випадках для спеціальних суден допускається розбіжність нульового і двадцятого шпангоутів відповідно з носовим і кормовим перпендикулярами;
- корпус судна по висоті ділять ватерлінії, розташованими на рівних відстанях один від одного. Кількість ватерлінії визначається особливостями обрисів і висотою борту судна. Нульова ватерлінія повинна збігатися з основною площиною;
- корпус судна по ширині ділять батоксами, розташованими на рівних відстанях один від одного. Кількість батоксів визначається особливостями обрисів і шириною судна. Нульовий батокс повинен збігатися з діаметральною площиною. Корпуси спеціальних суден допускається ділити по ширині нерівновіддаленими батоксами

### Позначення
На проєкціях теоретичного креслення застосовують такі позначення.
Батокси позначають римськими цифрами. Номери батоксів на поперечних перетинах у вигляді зверху проставляють за габаритними лініями сітки, а на головному вигляді — над лініями батоксів. Нумерацію батоксів починають від площини симетрії (діаметральної).
Ватерлінії (горизонталі) позначають арабськими цифрами. Номери ватерлінії (горизонталей) на поперечних перетинах і головному вигляді проставляють за габаритними лініями сітки, а на вигляді зверху — над лініями ватерлінії (горизонталей). Нумерацію ватерлінії починають від основної площині (площині будівельної горизонталі).
Примітка. Для суден нумерація ватерлінії нижче основної площини повинна бути від'ємною.
Шпангоути позначають арабськими цифрами. Номери шпангоутів проставляють:
- на головному виді — поза обрисами виробу і його складових частин;
- на виді зверху — під слідом вертикальної поздовжньої площини;
- на поперечних перетинах — над лініями шпангоутів.

Нумерація шпангоутів для літальних апаратів від площини дистанції 0 (нуль) в хвіст — наростаюча.
Для суден шпангоути нумерують від носового перпендикуляра до корми. При цьому нульовий шпангоут збігається з носовою перпендикуляром. Шпангоути, що знаходяться перед носовою перпендикуляром, нумерують числами із знаком мінус. Допускається нумерація від кормового перпендикуляра до носа, в цьому випадку шпангоути, розташовані за кормовим перпендикуляром, нумерують числами із знаком мінус.
Рибини позначають великими літерами латинського алфавіту, починаючи від найближчої до вертикальної поздовжньої площини. Позначення рибин на проєкції «Поперечні перерізи» проставляють над слідом січної площини, а на головному виді і виді зверху — над лініями рибин.
Позначення батоксів, ватерлінії (горизонталей), шпангоутів і рибин наносять в носовій і кормовій (хвостовій) частинах таким чином, щоб вони не збігалися з перетином сітки з обрисами та не затемнювали креслення.
Для суден проміжні батокси, ватерлінії (горизонталі) і шпангоути нумерують дробовими числами.
Товщини ліній на оригіналі теоретичного кресленика повинні бути: для сітки — 0,2 мм; для обрису — 0,3 мм.
В залежності від складності, величини виробів і їх складових частин прийняті наступні масштаби теоретичних креслеників: 1:2, 1:5, 1:10, 1:20, 1:25, 1:50, 1:100, 1:200.